# 1992 Galvarino
1992 Galvarino este un asteroid din centura principală, descoperit pe 18 iulie 1968, de Carlos Torres.